# Spielmannia
Spielmannia es un género con cinco especies de plantas de flores de la familia Scrophulariaceae. 

## Especies seleccionadas
- Spielmannia africana
- Spielmannia decurrens
- Spielmannia desertorum
- Spielmannia jasminum
- Spielmannia revoluta

- Datos: Q9079353